# Вишняковские Дачи
Вишняко́вские Да́чи — микрорайон города Электроугли Ногинского района Московской области, до 2005 года посёлок городского типа. 

## География
Расположен в 31 км к востоку от Москвы (и в 17 км от МКАД), граничит с городом Железнодорожный.

## История
24 марта 2003 года в состав рабочего посёлка Вишняковские Дачи включён посёлок станции Купавна, 9 августа 2004 года — посёлок Светлый. А 15 февраля 2005 года Вишняковские Дачи были включены в состав города Электроугли, тем самым став микрорайоном. Это было закреплено постановлением Главы Ногинского района Московской области от 11 апреля 2005 г. № 698 «О присвоении почтовых адресов».

## Транспорт
Рядом с микрорайоном есть железнодорожная платформа 33 км.